# الشنان
الشنان (به عربی: الشنان) یک منطقهٔ مسکونی در عربستان سعودی است که در استان حائل واقع شده‌است.